# Kaple Panny Marie Pomocné (Brtnice)
Kaple Panny Marie Pomocné stojí na vyvýšenině téměř v centru Brtnice, v ulici Na Kapli, naproti místnímu zámku. Nachází se zde jedno ze zastavení NS Brtnická stezka. Od roku 1972 je chráněna jako kulturní památka.
Barokní kapli nechal v letech 1672–1673 postavit hrabě František Collalto; vysvěcena v roce 1685. V roce 1784 v rámci Josefínských reforem bylo rozhodnuto o jejím zrušení a došlo k jejímu odsvěcení. Po stranách kaple došlo v průběhu 18. a 19. století k vystavění domků, které původně sloužily jako špitál pro staré ženy. Dnes jsou v nich umístěny sociální městské byty.
Jedná se o bývalou kapli s obdélnou lodí, kterou zakončuje neodsazený trojboký presbytář. Vnějšek zdobí sokl, drobné opěráčky a nárožní liseny, vrchní část zakončuje korunní římsa. Celý objekt kryje sedlová střecha se západním barokním štítem. Vnitřek kaple je nyní přepatrovaný a rozdělený na byty, v minulosti se zde nacházely valené klenby a lunety.